# Hambala
Hambala is een bestuurslaag in het regentschap Oost-Soemba van de provincie Oost-Nusa Tenggara, Indonesië. Hambala telt 7765 inwoners (volkstelling 2010).